# 谷口吉生
谷口 吉生（たにぐち よしお、1937年〈昭和12年〉10月17日 - 2024年〈令和6年〉12月16日）は、日本の建築家。位階は従四位。勲等は旭日中綬章。文化功労者。
父は建築家の谷口吉郎。洗練されたモダニズム建築を手掛け、「美術館建築の名手」と呼ばれた。自身の建築について多くを語らず、作品を見せることを優先する「作品主義」の一面があった。
丹下健三都市・建築研究所での勤務を経て、計画・設計工房を高宮眞介と開設し、谷口吉郎建築設計研究所所長、谷口建築設計研究所所長などを歴任した。資生堂アートハウスの設計で1984年 日本建築学会賞、土門拳記念館（1983年）の設計で1984年 吉田五十八賞、東京都葛西臨海水族園（1989年）の設計で1990年 毎日芸術賞を受賞するなど受賞多数。
ハーバード大学などで学び、学位はMaster of Architecture（1964年）。一級建築士、日本芸術院会員。

## 来歴
東京府出身。1956年（昭和31年）慶應義塾高等学校卒業、1960年（昭和35年）慶應義塾大学工学部機械工学科を卒業。ハーバード大学デザイン大学院建築学専攻に進学し、Master of Architecture（建築学修士）を取得。
まずはボストンの建築設計事務所で勤務し、1965年（昭和40年）から東京大学工学部都市工学科の丹下健三研究室および丹下健三の都市・建築研究所に所属し建築家としての仕事を行う。
1975年（昭和50年）には独立し、自身の「計画・設計工房」を設立。1979年（昭和54年）には自身の名を冠した谷口吉郎建築設計研究所の所長に就任。
東京芸術大学にて客員教授を兼任し、後進の育成に努めた。
資生堂アートハウス（1978年）や土門拳記念館（1983年）、東京都葛西臨海水族園（1989年）の他にも、丸亀市猪熊弦一郎現代美術館、東京国立博物館の法隆寺宝物館、ニューヨーク近代美術館の新館などを手掛けた。
2024年（令和6年）12月16日5時11分、肺炎のため死去した。87歳没。死没日付をもって従四位に叙された。

### 年譜
- 1950年 東京学芸大学東京第一師範学校男子部附属小学校卒業
- 1953年 東京学芸大学学芸学部附属世田谷中学校卒業
- 1956年 慶應義塾高等学校卒業[7][8]
- 1960年 慶應義塾大学工学部機械工学科卒業[1]
- 1964年 ハーバード大学デザイン大学院建築学専攻修了[1]、ボストンの建築設計事務所で勤務
- 1965年-1974年 東京大学工学部都市工学科丹下健三研究室および丹下健三都市・建築研究所[1]
- 1975年 計画・設計工房を設立[1]
- 1979年 谷口吉郎建築設計研究所所長[1]
- 1983年 谷口建築設計研究所所長[1]

## 受賞・栄典
- 1984年 日本建築学会賞 （資生堂アートハウス）[1]
- 1984年 吉田五十八賞 （土門拳記念館）[1]
- 1987年 日本芸術院賞 （土門拳記念館）[1][9]
- 1990年 毎日芸術賞 （東京都葛西臨海水族園）[1]
- 1994年 村野藤吾賞 （丸亀市猪熊弦一郎現代美術館・丸亀市立図書館）[1]
- 1996年 アメリカ建築家協会名誉会員[1]
- 2001年 日本建築学会賞 （東京国立博物館法隆寺宝物館）[1]
- 2005年 高松宮殿下記念世界文化賞建築部門[1]
- 2008年 日本芸術院会員[1]
- 2011年 旭日中綬章[10]
- 2016年 ローマ・ピラネージ賞[1]
- 2021年 文化功労者[1]
- 2022年 金沢市名誉市民[11]
- 2024年 従四位[6]

## 作品
| 名称                                        | 年     | 所在地         | 国             | 備考                                       |
| ------------------------------------------- | ------ | -------------- | -------------- | ------------------------------------------ |
| 雪ケ谷の住宅                                | 1975年 | 東京都大田区   | 日本           | 共同設計：高宮眞介                         |
| 福井相互銀行成和支店                        | 1976年 | 福井県福井市   | 日本           | 共同設計：高宮眞介                         |
| 金沢市立玉川図書館                          | 1978年 | 石川県金沢市   | 日本           | 共同設計：谷口吉郎                         |
| 資生堂アートハウス ★                        | 1978年 | 静岡県掛川市   | 日本           | 共同設計：高宮眞介                         |
| 北塩原村役場・コミュニティセンター          | 1979年 | 福島県北塩原村 | 日本           | 共同設計：高宮眞介                         |
| 秋田市立中央図書館明徳館                    | 1983年 | 秋田県秋田市   | 日本           |                                            |
| 清春白樺美術館                              | 1983年 | 山梨県北杜市   | 日本           |                                            |
| 土門拳記念館 ★                              | 1983年 | 山形県酒田市   | 日本           |                                            |
| ホテル安比グランド                          | 1985年 | 岩手県八幡平市 | 日本           |                                            |
| ジョルジュ・ルオー記念館                    | 1986年 | 山梨県北杜市   | 日本           |                                            |
| 慶應義塾幼稚舎 新体育館                     | 1987年 | 東京都港区     | 日本           |                                            |
| 東京都葛西臨海水族園                        | 1989年 | 東京都江戸川区 | 日本           |                                            |
| 長野県信濃美術館・東山魁夷館 ★              | 1990年 | 長野県長野市   | 日本           |                                            |
| 酒田市国体記念体育館                        | 1991年 | 山形県酒田市   | 日本           |                                            |
| 日本IBM幕張テクニカルセンター               | 1991年 | 千葉市美浜区   | 日本           |                                            |
| 丸亀市猪熊弦一郎現代美術館★・丸亀市立図書館 | 1991年 | 香川県丸亀市   | 日本           |                                            |
| 慶應義塾湘南藤沢中等部・高等部              | 1992年 | 神奈川県藤沢市 | 日本           |                                            |
| 葛西臨海公園水上バス待合所                  | 1993年 | 東京都江戸川区 | 日本           |                                            |
| 豊田市美術館 ★                              | 1995年 | 愛知県豊田市   | 日本           |                                            |
| 葛西臨海公園展望広場レストハウス            | 1995年 | 東京都江戸川区 | 日本           |                                            |
| つくばカピオ                                | 1996年 | 茨城県つくば市 | 日本           |                                            |
| 浜松市茶屋 松韻亭                           | 1997年 | 静岡県浜松市   | 日本           |                                            |
| 東京国立博物館 法隆寺宝物館 ★               | 1999年 | 東京都台東区   | 日本           | 父・谷口吉郎は、東京国立博物館東洋館を設計 |
| ルンビニー幼稚園                            | 1999年 | 東京都葛飾区   | 日本           |                                            |
| 慶應義塾幼稚舎 新館21                       | 2002年 | 東京都港区     | 日本           |                                            |
| 広島市環境局中工場                          | 2004年 | 広島市中区     | 日本           |                                            |
| 香川県立東山魁夷せとうち美術館 ★            | 2004年 | 香川県坂出市   | 日本           |                                            |
| ニューヨーク近代美術館 新館 ★               | 2004年 | ニューヨーク   | アメリカ合衆国 |                                            |
| 東京倶楽部                                  | 2005年 | 東京都港区     | 日本           |                                            |
| 京都国立博物館 南門                         | 2007年 | 京都市東山区   | 日本           |                                            |
| フォーラムビルディング                      | 2009年 | 東京都港区     | 日本           |                                            |
| 日産自動車グローバル本社                    | 2009年 | 神奈川県横浜市 | 日本           | 共同設計：竹中工務店                       |
| ノバルティス研究所                          | 2010年 | バーゼル       | スイス         |                                            |
| 鈴木大拙館 ★                                | 2011年 | 石川県金沢市   | 日本           |                                            |
| アジア協会テキサスセンター                  | 2012年 | ヒューストン   | アメリカ合衆国 |                                            |
| 加賀片山津温泉 街湯                         | 2012年 | 石川県加賀市   | 日本           | 現・総湯                                   |
| 京都国立博物館 平成知新館 ★                 | 2014年 | 京都市東山区   | 日本           |                                            |
| GINZA SIX                                   | 2017年 | 東京都中央区   | 日本           |                                            |
| 谷口吉郎・吉生記念金沢建築館 ★              | 2019年 | 石川県金沢市   | 日本           |                                            |

出典：INAX REPORT183
★は、谷口吉生の手掛けた国内外の美術館・博物館11館で構成する協定「建築交流ネットワーク」加盟施設。

## 作品集
- 季刊ja 谷口吉生（新建築社）
- 谷口吉生「丸亀市猪熊弦一郎現代美術館・図書館」（彰国社エスキスシリーズ、古谷誠章編著）
- 谷口吉生建築作品集（淡交社）
- 谷口吉生のミュージアム

## 谷口研究所出身の建築家
- 高宮眞介
- 飯田善彦
- 小川広次
- 矢板久明
- 塩田能也
- 村松基安
- ジェフリー・ムーサス

## 家族・親族
- 祖父（父方）・谷口吉次郎 - 江戸時代に先代が興した九谷焼窯元「金陽堂」の主人。二度の渡欧歴があり、九谷焼を各地の万博に出品して受賞を重ね、日本の陶磁界の代表としてロンドンにも赴いた。「翠園」の雅号を持ち、絵や能、句作、囲碁などに親しみ、画家や工芸家の支援もした。
- 祖父（母方）・松井清足（1877年生-1948年没）- 建築家。名古屋出身で、1903年に東京帝国大学工科大学建築学科（現・東京大学工学部建築学科）を卒業後、辰野葛西事務所の辰野金吾の下で東京駅の設計主任となったが、工法を巡って辰野と対立し、中途で海軍技師に転じ、晩年は大林組東京支店長や日本建築学会副会長を歴任した。妻のヒサは鉱山技術者・吉原政道の娘。
- 父・谷口吉郎（1904年生）[1]- 建築家。
- 母・絹子（1911年生）- 建築家・松井清足の長女。
- 伯父（母の兄）・松井汲夫（1908年生）- 松井清足の長男。グラフィックデザイナー、女子美術大学教授。妻の園子は画家・南薫造の次女。
- 姉・納屋真美子（1933年1月19日生）- 夫は14代千宗室と千嘉代子の二男である納屋嘉治（淡交社社長、同志社大学経済学部卒）。女子美術大学芸術学部図案科卒業。娘・利美（同志社大学卒）の夫は永谷園創業者永谷嘉男の長男で同社元社長・永谷ホールデイングス現会長の永谷栄一郎（1954年生8月26日生、慶應義塾大学経済学部卒）。
- 妹・杉山真紀子（1943年8月21日生）- 夫は杉山寧の二男・晉（慶應義塾大学法学部卒、ユニメックス社長）。田園調布雙葉中学校・高等学校、慶應義塾大学文学部哲学科美学美術史学専攻卒業、東京藝術大学大学院美術研究科博士課程修了。東北芸術工科大学非常勤講師。MCC主宰にて世界・日本の博物館・美術館・図書館の展示と保存施設の設計・企画、害虫防除と駆除の実施とアドバイス、IPM実施、講演、展覧会企画、美術館系の翻訳・通訳、ISOの環境保全技術専門審査員など。1990年「有機合成殺虫剤の美術材料への影響」で学術博士の学位を取得。1989～1991年カナダ国立文化財研究所（文化財の環境保全研究室・有害生物被害防除研究部研究員）。
- 叔父（父の弟）・谷口吉二 - 東京帝国大学で経済学を学んだが病没。
- 叔父（父の妹の夫）・五井孝夫 - 建築家。谷口吉郎や前川国男と共に東京帝国大学工学部建築学科に学び、大蔵省入省、インドネシアのスマトラに出征後、金沢で建築構造事務所を創設。
- 妻・谷口久美（1947年1月15日生）-  兵庫県芦屋市出身。神戸海星女子学院中学校・高等学校を経て、関西学院大学文学部仏文科を卒業。在学中にパリ・ソルボンヌ大学留学。1975年、パリ・ディオール社に入社。後に東京にディオール極東事務所を開設。ディオールのプレスとして独創的なファッションイベントを手がけ、1990年、親会社であるLVMHモエ・ヘネシー・ルイ・ヴィトン本社社長の要請により日本支社の広報ディレクターを経て、LVMHウォッチ・ジュエリージャパン(株)の取締役、FREDのジェネラル・マネージャーに就任。現在は公益財団法人二期会理事、UNHCR協会顧問、クリスチャン・ディオール株式会社特別顧問。また声楽を勉強しながら、オペラ愛好家の集い「白金カンタービレ」を主宰。チャリティーコンサートやオペラ・ハイライトを企画、出演。2011年、35年以上に亘る、フランスのファッションビジネスへの貢献に対し、国家功労勲章を受勲。

## ギャラリー

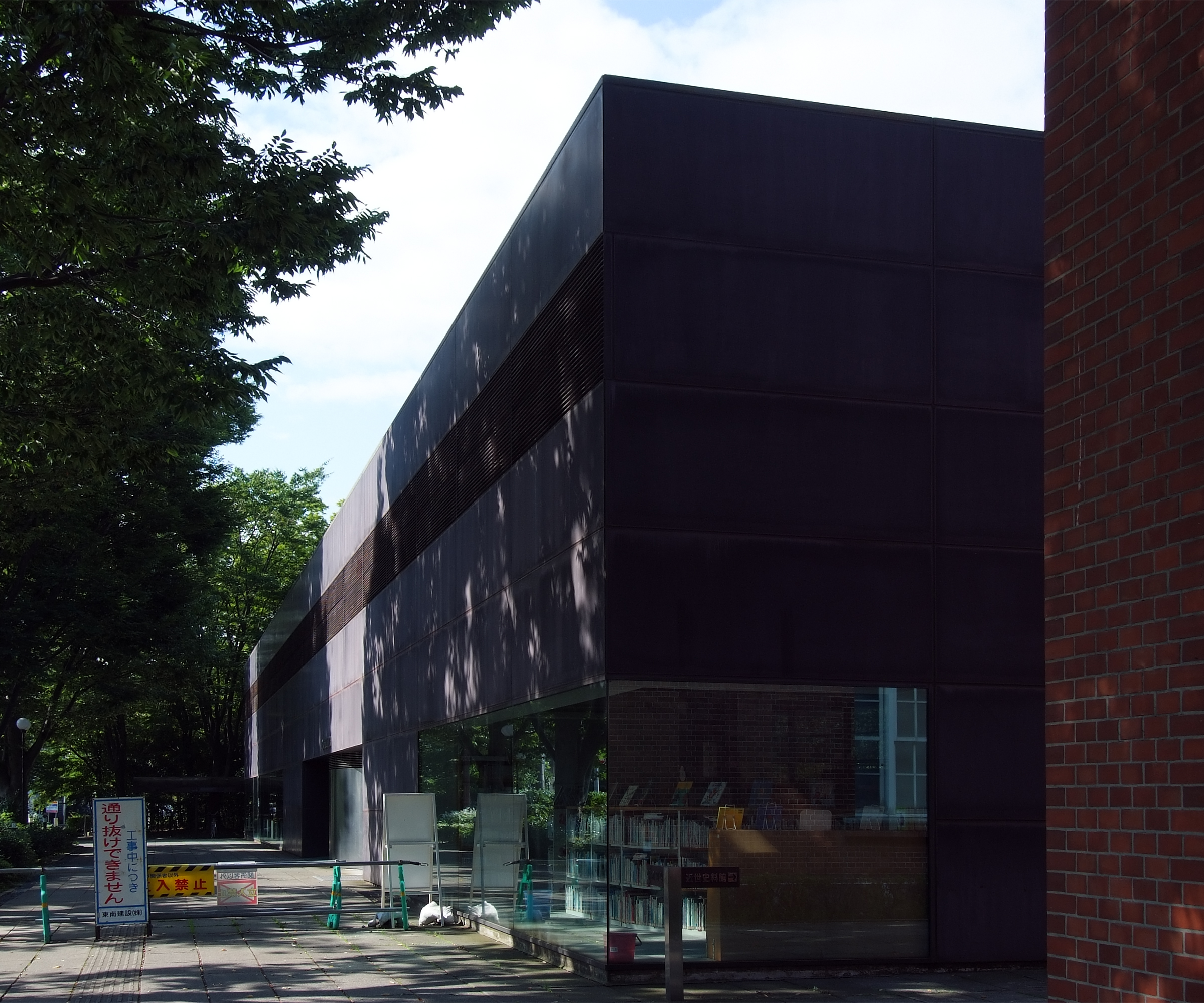
金沢市立玉川図書館
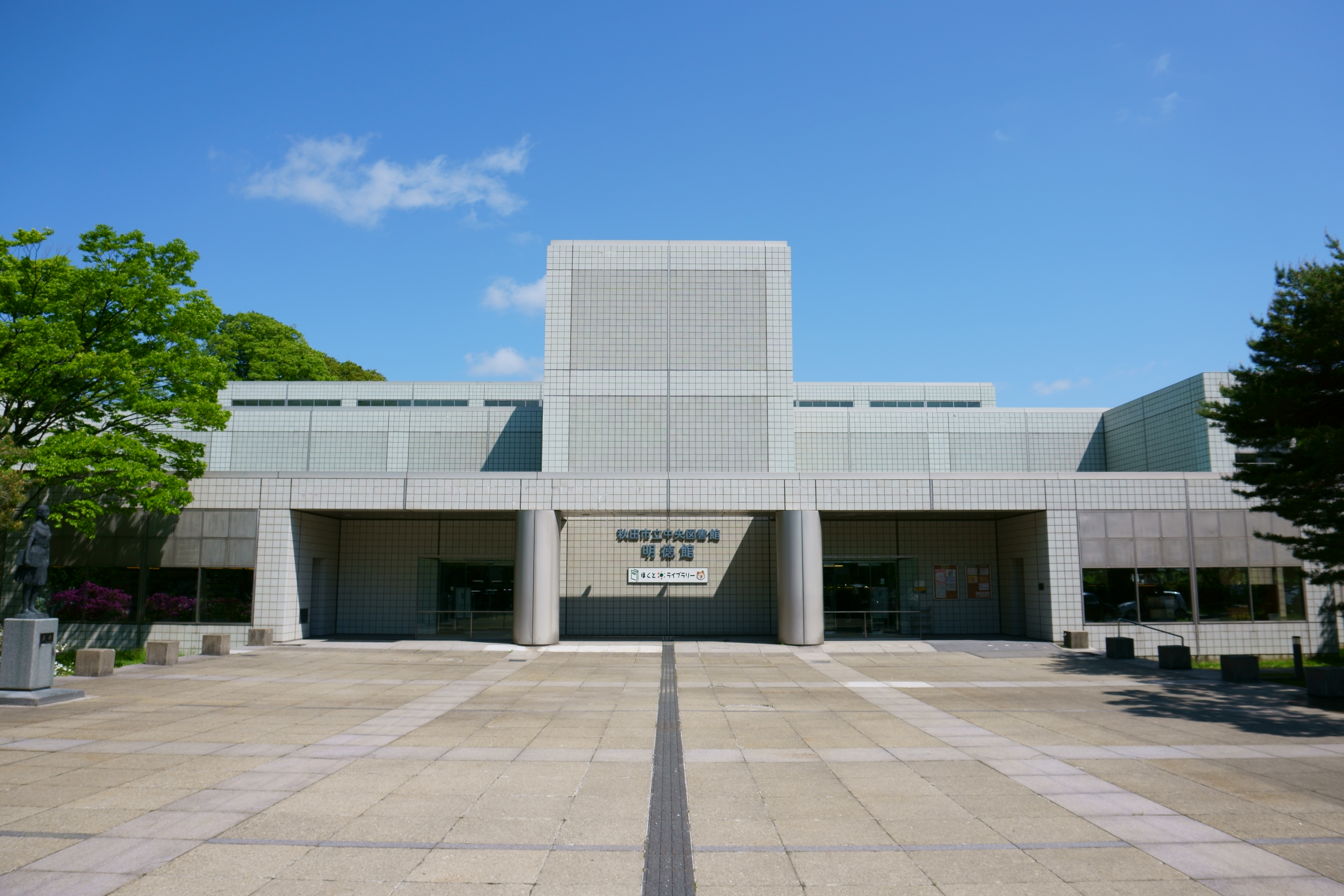
秋田市立中央図書館明徳館
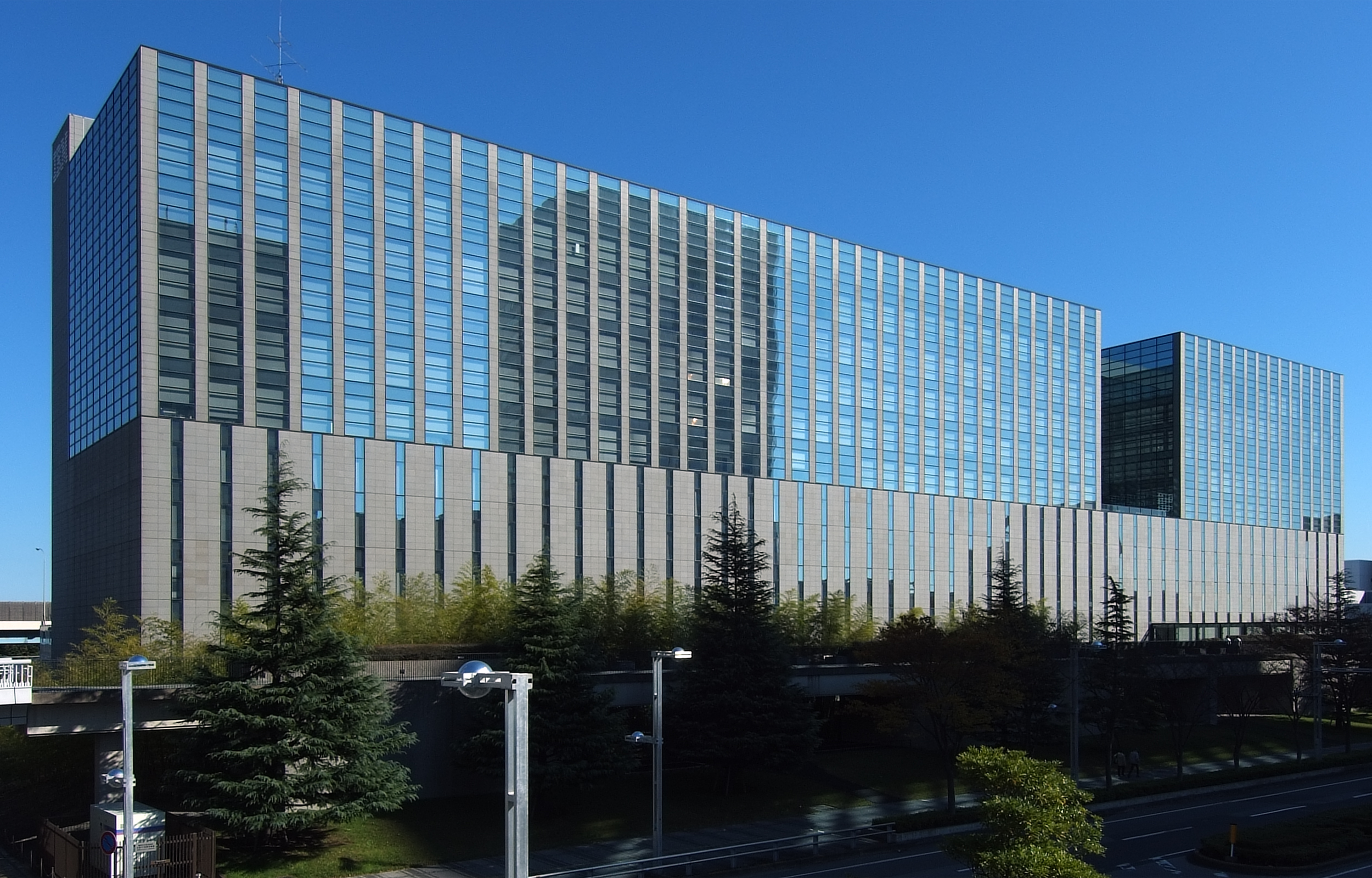
日本IBM幕張テクニカルセンター
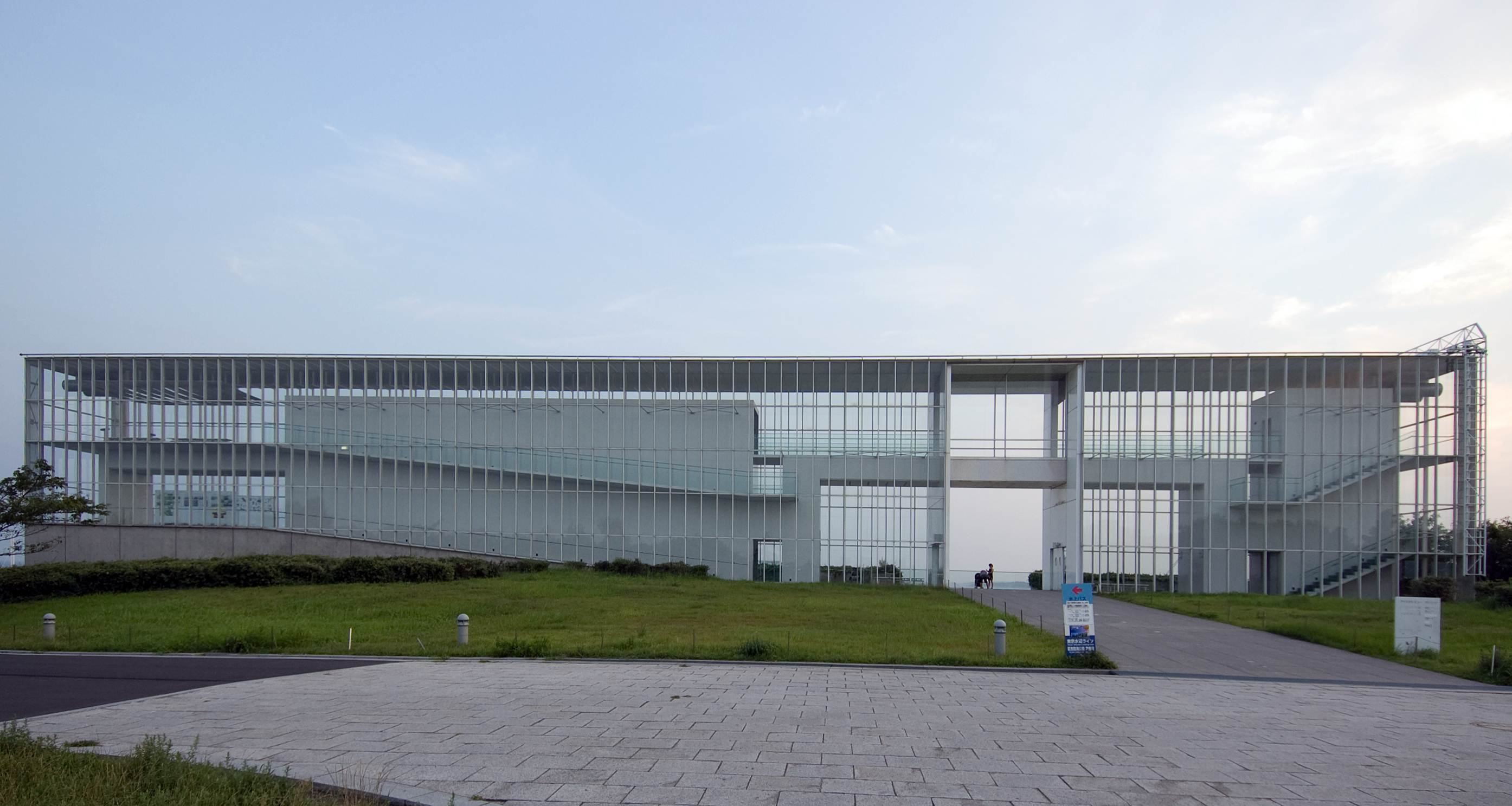
葛西臨海公園展望広場レストハウス
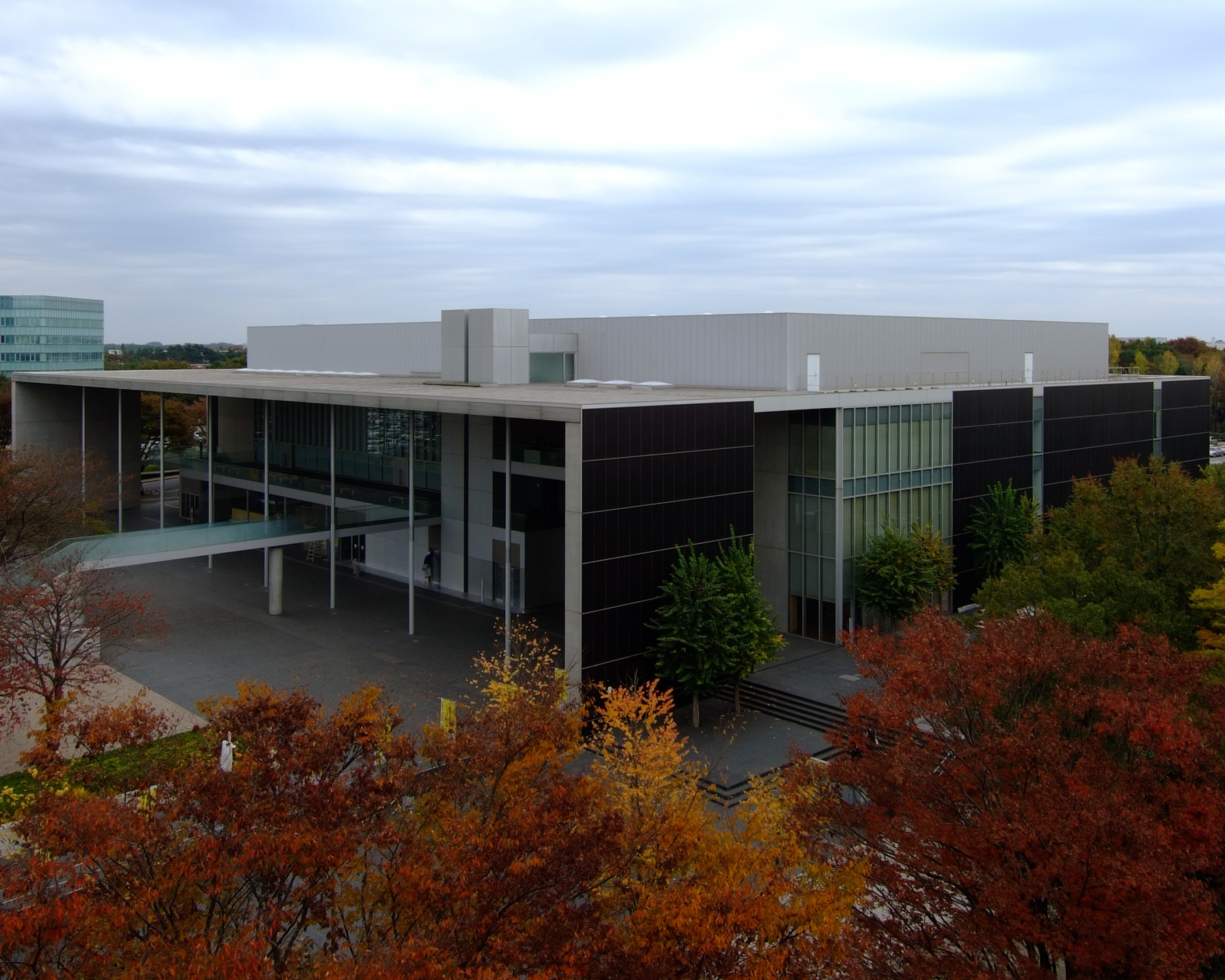
つくばカピオ
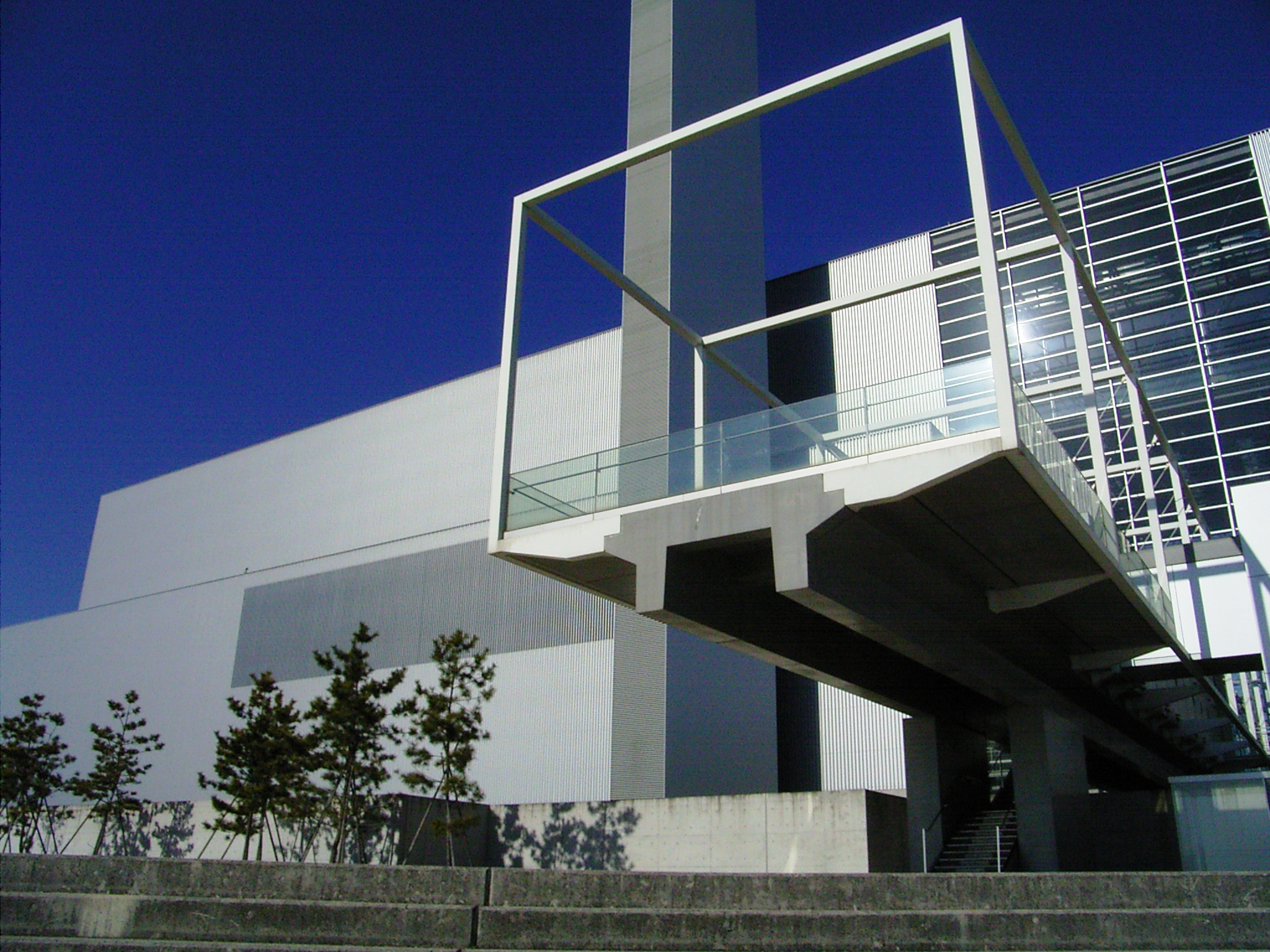
広島市環境局中工場
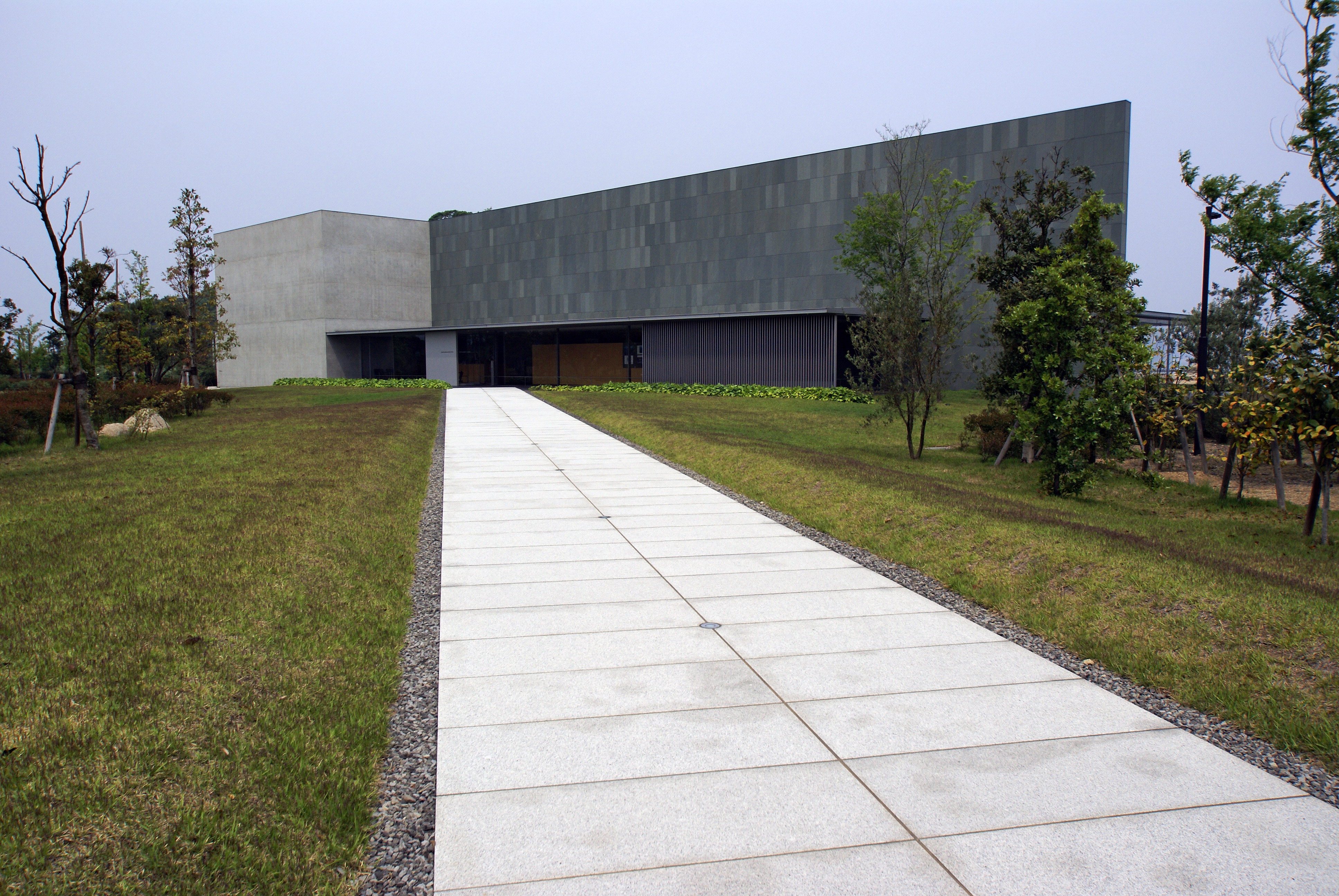
香川県立東山魁夷せとうち美術館
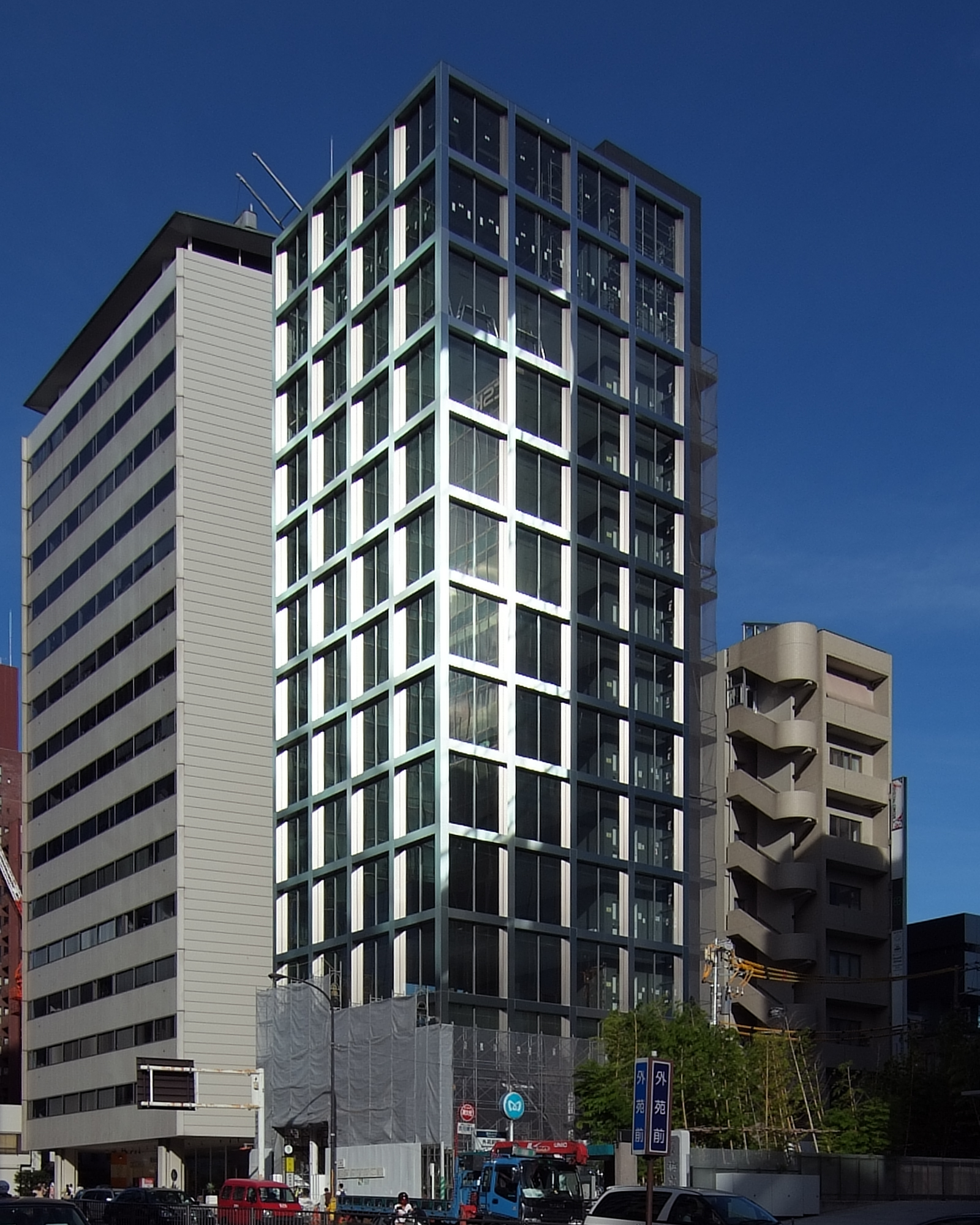
フォーラムビルディング
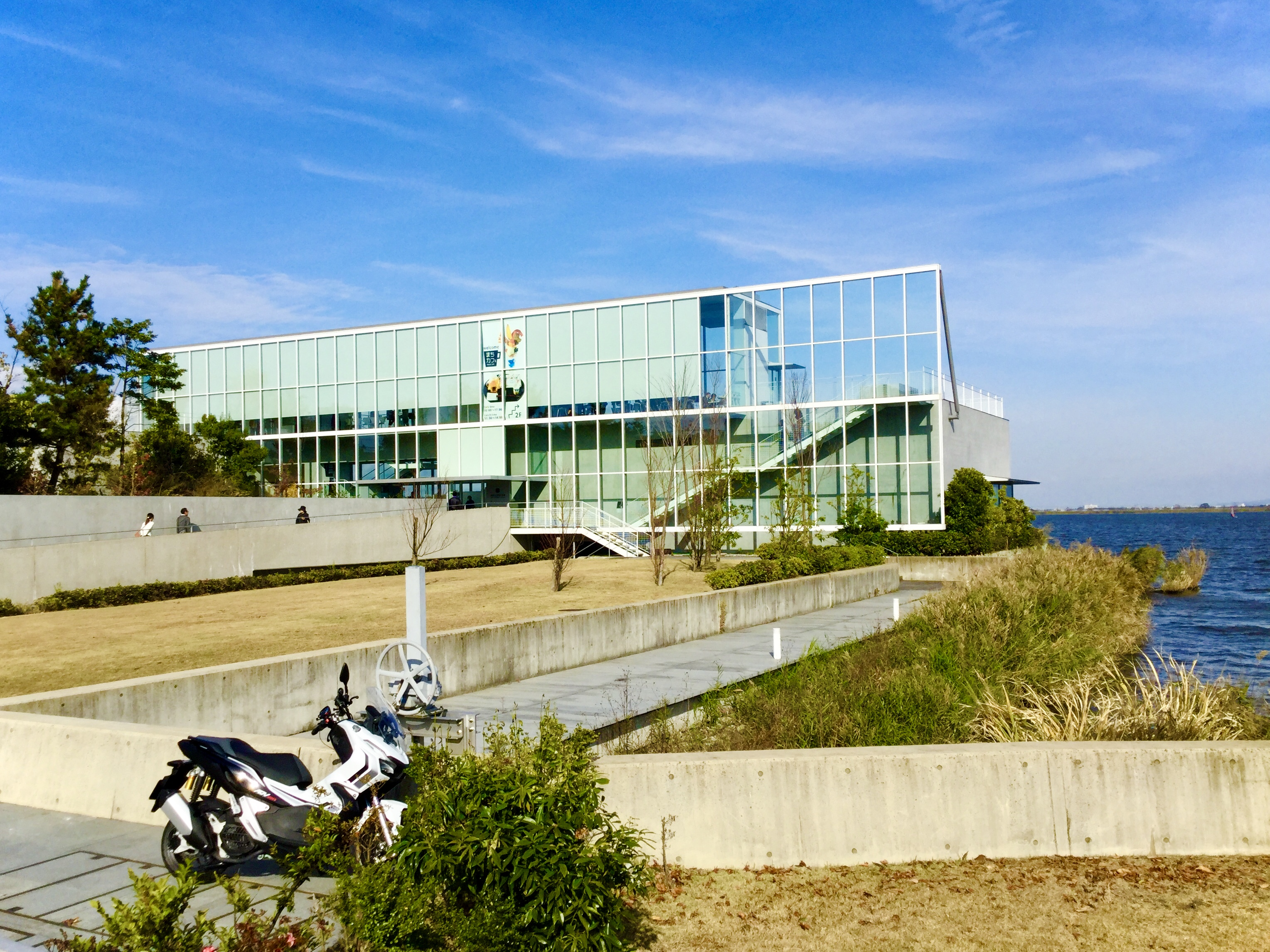
片山津温泉総湯
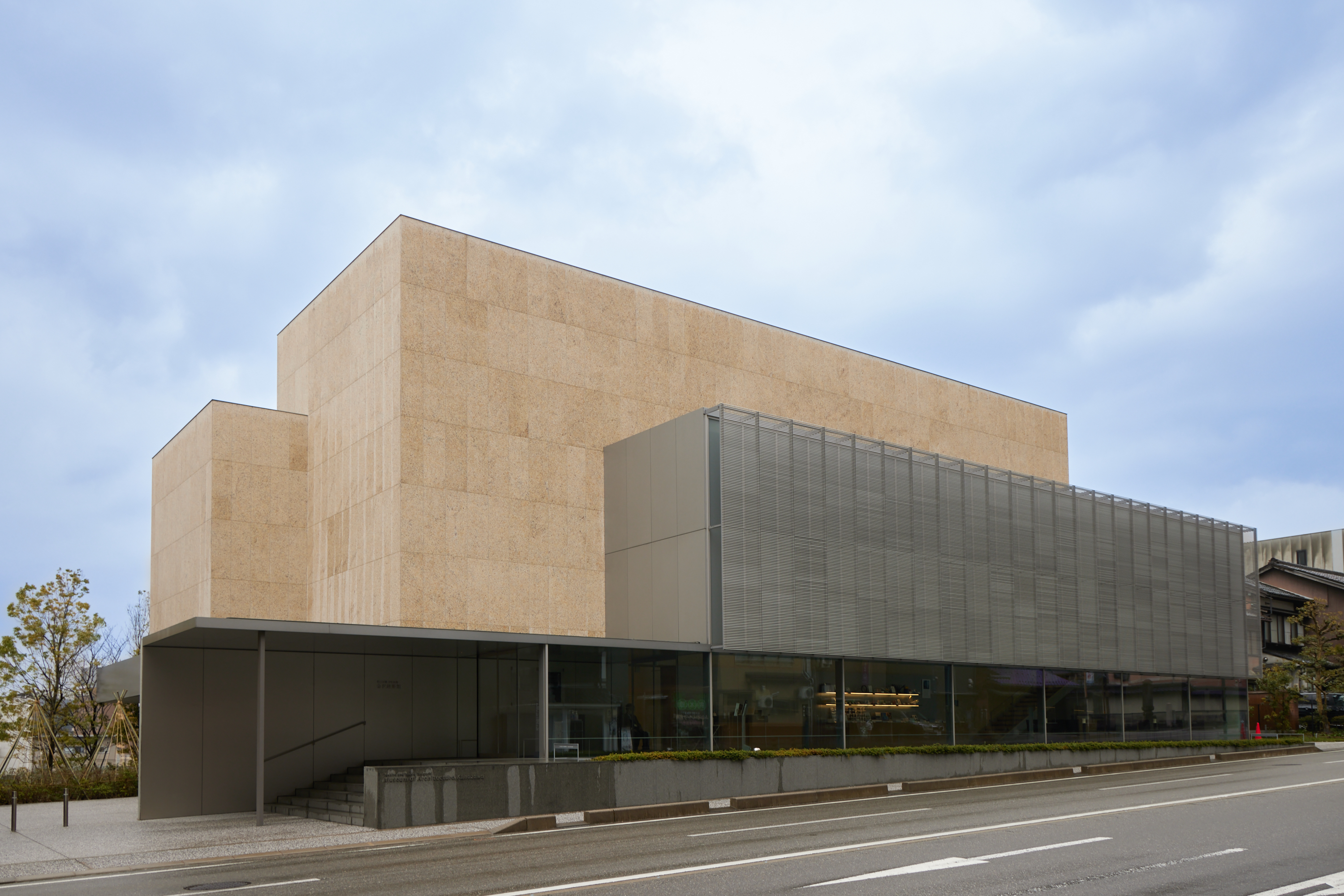
谷口吉郎・吉生記念 金沢建築館